# Пољопривредна механизација
Пољопривредна механизација је збирни назив за машине које обављају пољопривредне радове. Између осталих ту су трактори, комбајни, сејачице, плугови, косилице, самоходне прскалице и сл.
Модерне развојне тенденције иду у правцу аутономних уређаја, што значи земљорадничких машина које би биле у стању да раде без возача.
Већ данас постоје разни уређаји који возачима олакшавају рад, као нпр. уз помоћ ласера вођени комбајни или уз подршку ГПС-а вођени трактори и др.
- Парна локомобила (парни трактор) Ruston, Proctor Co. Ltd из 1905
- Трактор McCormik 10-20 (Чикаго, 1926)
- Трактор Hofherr-Schrantz-Clayton-Shuttleworth R 30-35 из 1942
- Трактор IMP Zadrugar T-08 (Раковица, 50-е године 20. века)
- Трактор
- Комбајн